# Marco Misciagna
Marco Misciagna (nacido el 5 de febrero de 1984) es un violinista y violista italiano.

## Biografía

### Formación
Se graduó a la edad de 15 en violín y viola en el Conservatorio N. Piccinni de Bari y más tarde recibió el diploma en la Academia Nacional de Santa Cecilia en Roma. Como el mejor alumno del Conservatorio ha sido invitado por el ex Presidente de la República Italiana Carlo Azeglio Ciampi en el Palacio del Quirinale en Roma.
Estudió con Corrado Romano y con Đorđe Trkulja (ex primer violín del Zagreb Quartet). Continuó sus estudios con Salvatore Accardo en la Accademia Stauffer de Cremona, con Boris Belkin y con Yuri Bashmet en la Accademia Musicale Chigiana de Siena, donde recibió dos Diplomas de Honor y ganó dos veces el Premio Monte dei Paschi di Siena, como mejor violinista y mejor viola de la escuela (primera vez en la historia de la Academia).

### Carrera
En 1999 ganó el Primer Premio a jóvenes talentos musicales “M. Benvenuti” de Vittorio Veneto.
Ha sido solista de la Orquesta Española de Cuerdas de Málaga y ha sido invitado de las principales salas e instituciones internacionales, entre ellas la Berliner Philarmonie, Essen Philarmonie, Hamburg Laieszahalle, Mannheim Rosengarten, the Meistersingerhalle Nuremberg, Prinzeregententheater de Mónaco, Teatro Arriaga de Bilbao, Musikverein de Viena, Teatro Victoria Eugenia de San Sebastián, Sala de Música de Cámara Komitas, Ópera de Kiev, Dar Sebastian de Túnez, Auditorio Sala Sinopoli Parco della Musica en Roma, Teatro Balboa en San Diego en California, Teatro Fox Tucson, Auditorio St. Francis de Santa Fe en Nuevo México, Centro CW Eisemann, Teatro Rudder, Teatro Empire en Texas, Teatro Americano en Hampton en Virginia, Centro Lehman y el Carnegie Hall de Nueva York.

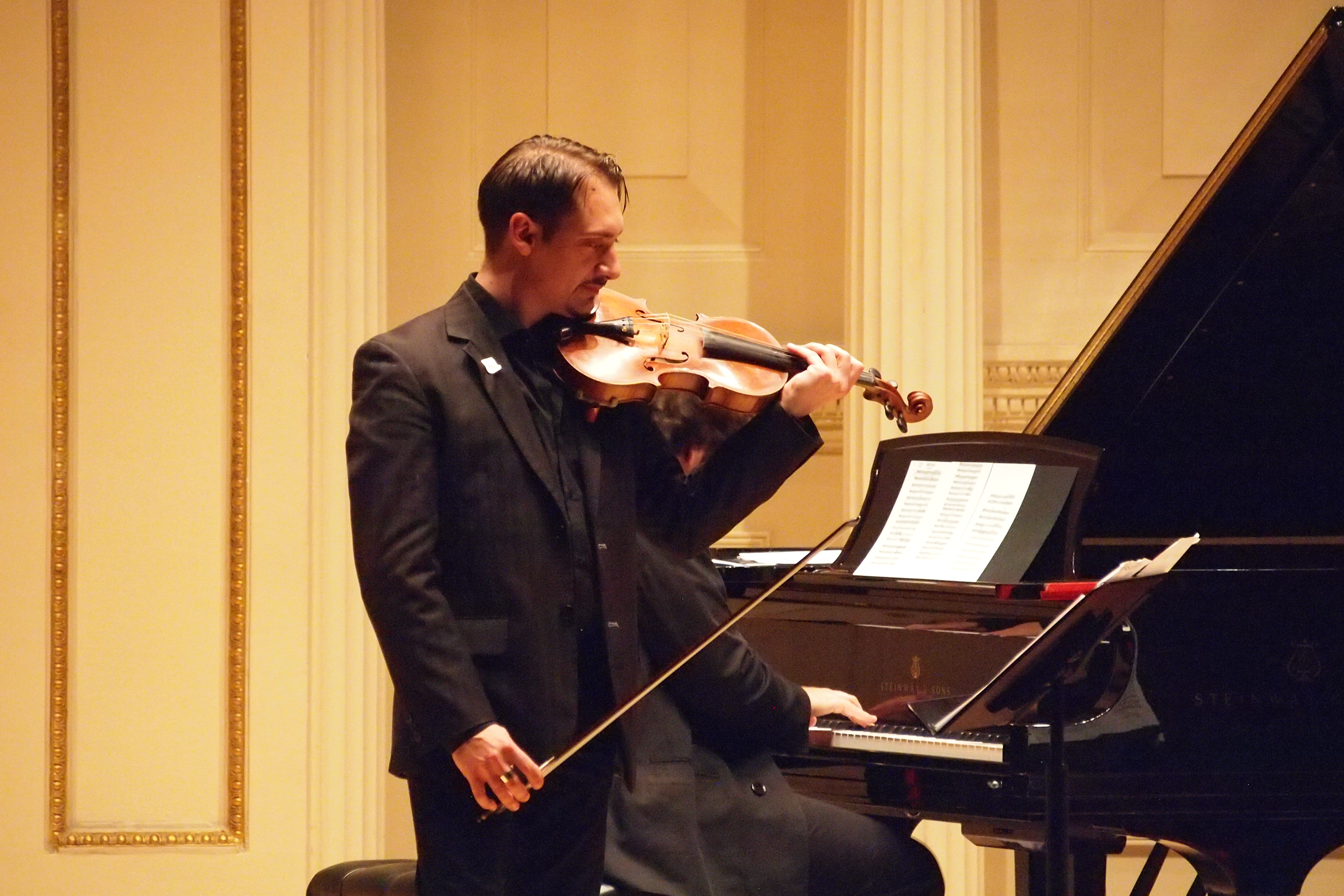
Marco Misciagna durante el concierto realizado en el Carnegie Hall de Nueva York - 23 de mayo de 2015

Ha colaborado con Uto Ughi, Alexander Rudin, Sergey Stadler, Alexander Markov, Mariana Sirbu, Rocco Filippini, Gianluigi Gelmetti, Muhai Tang, Ramin Bahrami, Antony Pay,Franco Petracchi, José Serebrier y Vladimir Zubitsky.
Es solista principal de honor de la Orquesta de Cámara Estatal de Arcángel, de la Camerata Esteban Salas y de la Orquesta Sinfónica de Oriente de Cuba.
En 2018 recibió la Medalla de Oro del Viceprimer Ministro de Ucrania por la conmemoración del 150 Aniversario de la Ópera de Kiev.
Es Oficial del Cuerpo Militar Voluntario de la Cruz Roja Italiana, auxiliar de las Fuerzas Armadas, con Decreto del Presidente de la República.

### Docencia y cargos académicos
Es profesor de viola en el Conservatorio de Música Nino Rota de Monopoli y profesor adjunto de violín y viola en el Departamento de Música y Artes Escénicas de la Universidad Bilkent de Ankara.
Es profesor honorario del Conservatorio Estatal S.Rajmáninov en Tambov, de la Far Eastern State Academy of Art de Vladivostok (Rusia), del Institut Supérieur de Musique de Sousse (Universidad de Susa, Túnez), del Conservatorio Estaban Salas de Santiago de Cuba, de la Pettman National Junior Academy of Music (Auckland, Nueva Zelanda), del Conservatorio Estatal Komitas de Ereván (Armenia).

### Proyectos especiales de grabación e iniciativas culturales
Hizo un CD producido por Dynamic y patrocinado por el Club de Leones, cuyas ganancias se donaron a la caridad para construir un centro multifuncional dedicado a los niños. Además, ha realizado para DAD-Records la primera grabación mundial del Quinteto op. 128 y la Rapsodia op. 88, obras del compositor italiano del siglo XX Raffaele Gervasio, contribuyendo a la recuperación del repertorio italiano menos conocido.
Su CD álbum dedicado a los 41 Caprichos para viola op.22 de Bartolomeo Campagnoli, arreglado para viola y piano por Carl Albert Tottmann y producido por Brilliant Classics, recibió dos Medallas de Oro de los Global Music Awards, en California.
Participó en el programa de radio Vite in Musica (13 episodios), emitido por RaiPlay Sound, dedicado al compositor italiano Marco Anzoletti. El programa, centrado en la vida y la obra de Anzoletti, presentaba las actuaciones de Misciagna y las interpretaciones de la música del compositor. La participación de Misciagna en la emisión contribuyó a renovar la atención sobre las obras de Anzoletti, ofreciendo a los oyentes una visión de las contribuciones del compositor a la música italiana. Misciagna también fue el primero y único en interpretar el Concierto para Violín/Viola (1 solista) y Orquesta de Anzoletti, una obra rara en la que el solista alterna entre el violín y la viola, mostrando ambos instrumentos en una sola ejecución. Su interpretación contribuyó significativamente a la revalorización del repertorio de Anzoletti.

## Discografía

### Álbumes
- Note di Solidarietà per Casalnuovo Monterotaro: Obras de Henryk Wieniawski, Heinrich Wilhelm Ernst y Niccolò Paganini. Dynamic (CDT5065).[25]
- Christmas In Classic: arreglos clásicos de Navidad para violín/viola y guitarra. Incluye: Joy To The World, Silent Night, We Wish You A Merry Christmas, Jingle Bells. Marco Misciagna (violín). Terramiamusic. Publicado en 2010.[26]
- Carulli, Giuliani, Paganini - Incluye: Fantasia con variazioni sulle arie de La gazza ladra de Ferdinando Carulli; Grand Duo Concertant Op. 85 de Mauro Giuliani; Sonatas Nos. 1, 2 & 6 Op. 2 de Niccolò Paganini. Marco Misciagna (violín). Digressione Music (DCTT113). Publicado en 2018.[27]
- The Curve Of a Day - Marco Misciagna, violin y viola. Publicado en 2016.[28]
- Sette - Marco Misciagna (violín). Digressione Music (DIGR77). Publicado en 2017.[29]
- Obras de cámara y piano solo, Vol. 3 - Marco Misciagna (viola). IMD. Publicado en 2020.[30]
- Beautiful Melodies para viola y piano - Obras de: Bach, Benda, Haydn, Saint-Saëns, Debussy. Marco Misciagna (viola). IMD100. Publicado en 2021.[31]
- The Greatest Movie Soundtracks para viola y piano- Incluyes: Gabriel's Oboe, Over The Rainbow, Summertime, Last Tango In Paris, Merry Christmas Mr. Lawrence. Marco Misciagna (viola). IMD200. Publicado en 2022.[32]
- Maurice Vieux: Música completa para viola sola (primera grabación mundial, double cd). Incluyes: 20 Études (1927); 10 Études sur des traits d'orchestre (1928); 10 Études sur les intervalles (1931); 10 Études nouvelles (1956). Marco Misciagna (viola). Digressione Music (DCTT129). Publicado en 2022.[33]
- Bartolomeo Campagnoli : 41 Caprichos para viola, Op. 22, arreglado para viola y piano por Carl Albert Tottmann - Marco Misciagna, viola (Brilliant Classics - 96551, double cd). Publicado en 2022.[34]
- Federigo Fiorillo: 36 Caprichos Op. 3 para violín, arreglados para viola por Marco Misciagna - Marco Misciagna,viola (Brilliant Classics - 97018). Publicado en 2023.[35]
- Albrecht Blumenstengel: 24 Estudios Op. 33 para violín, arreglados para viola por Marco Misciagna - Marco Misciagna, viola. MM. Publicado en 2023.[36]
- Richard Hofmann: 15 Studies Op. 87 para Viola - Marco Misciagna, viola. MM. Publicado en 2024.[37]
- Francesco Paolo Supriani: 12 Toccatas for Cello, arreglados para viola por Marco Misciagna - Marco Misciagna, viola. MM. Publicado en 2024.[38]
- Émile Poilleux: 20 Études chantantes et caractéristiques para violín, arreglados para viola por Marco Misciagna - Marco Misciagna, viola. MM. Publicado en 2024.[39]
- Antonio Bartolomeo Bruni: 25 Estudios para Viola (Primera Grabación Mundial) - Marco Misciagna, viola. MM. Publicado en 2024.[40]
- Franz Anton Hoffmeister: 12 Estudios para Viola - Marco Misciagna, viola. MM. Publicado en 2025.[41]
- Agustín Barrios Mangoré: Composiciones arregladas para viola sola por Marco Misciagna - Julia Florida; Las Abejas; Canción de Cuna; Leyenda de España; La Catedral (I. Preludio Saudade, II. Andante Religioso, III. Allegro Solemne); Una Limosna por el Amor de Dios; Preludio; Capricho Español; Gavota al Estilo Antiguo; Villancico de Navidad - Marco Misciagna, viola. MM. Publicado en 2025.[42]
- Georg Abraham Schneider: 6 Solos para Viola, Op. 19 & Variaciones, Op. 44 (arreglo para viola por Marco Misciagna). Marco Misciagna (viola). MM. Released 2025.[43]

### Sencillos y EP
- Bohemian Rhapsody, arreglo para viola solo por Marco Misciagna (Live). MM. Publicado en 2024.[44]
- Tico-Tico no Fubá, arreglo para viola solo por Marco Misciagna (Live). MM. Publicado en 2024.[45]
- Samba para viola solo (Live), música de Marco Misciagna. MM. Publicado en 2024.[46]
- Heinrich Ignaz Franz Biber: Passacaglia para solo viola, arreglo por Marco Misciagna (Live). MM. Publicado en 2024.[47]
- Johann Sebastian Bach: Sonata No.1, BWV 1001, arreglo para viola por Marco Misciagna (Live). MM. Publicado en 2024.[48]
- Johann Sebastian Bach: Toccata y Fuga BWV 565, arreglo para viola por Marco Misciagna (Live). MM. Publicado en 2024.[49]
- Marco Anzoletti: Cuatro estudios para viola sola - Estudios n.º 2 y 5 (1919) / Estudios n.º 2 y 11 Op. 125 (1929) - Marco Misciagna, viola. MM. Publicado en 2024.[50]
- Jiří Herold: Estudios para Viola (Primera Grabación Mundial) - Marco Misciagna, viola. MM. Publicado en 2025.[51]

## Composiciones originales y arreglos

### Composiciones originales
- Dos Caprichos Flamencos para viola sola - El vito / Malagueña (también una versión para violín solo)[52]
- Introducción y Variaciones sobre el Tema Mer Hayrenik (Himno Nacional de Armenia) para viola sola[53]
- Morricone Film Suite para viola sola (Suite en 8 movimientos, homenaje a Ennio Morricone )[54]
- Viola Blues para viola sola[55]
- 6 Jazz Viola Preludes para viola sola (1-Ragtime, 2-Cafè Concerto, 3-Ragtime Boogie, 4-Ballade, 5-J.S.Bach Joke, 6-Jazz Viola Prelude)[55]
- Jerusalem Fantasy para viola sola (homenaje a A.Vinitsky)[56]
- Samba para viola sola[57]
- Star Wars Suite para viola sola (homenaje a John Williams )[54]
- Caprichos Jazz para viola sola[54]
- 3 Piezas, Homenaje a Charlie Byrd para viola sola (1-Swing'59, 2-Blues para Félix, 3-Blues para viola española)[54]
- Fantasía sobre la canción popular irlandesa "La última rosa del verano" : para violín y piano / Romolo Pio Misciagna ; (revisión y cadencia de violín por Marco Misciagna)[58]

### Arreglos
- Isaac Albéniz : Asturias para viola sola (de: Suite española n.° 1, para piano, op. 47) / Rumores de la caleta para viola sola (de: Recuerdos de viaje, para piano, op. 71)[59]
- Francisco Tárrega : Tango, Recuerdos de la Alhambra, Capricho árabe para viola (originales para guitarra)[59]
- Fernando Sor : Andante - Duo for One Viola (de: 24 lecciones progresivas, para guitarra, op. 31)[59]
- Manuel De Falla : Danza del molinero aus El sombrero de tres picos para viola[60]
- Julio Salvador Sagreras : El colibrí - Imitación al vuelo del picaflor para viola[60]
- Jacques Bittner : Suite para viola[61]
- Carl Philipp Emmanuel Bach : Pedal Excercition, para viola[61]
- Carl Philipp Emmanuel Bach : Sonata en la menor, para viola[61]
- Agustín Pío Barrios: La Catedral / Julia Florida para viola sola;[62]La Catedral / Julia Florida para violonchelo solo;[63]Composiciones arregladas para viola sola (Las Abejas, Canción de Cuna, Leyenda de España, Una Limosna por el Amor de Dios, Preludio, Capricho Español, Gavota al Estilo Antiguo, Villancico de Navidad)[42]

## Premios
Sus premios incluyen:
- 2017 - Premio “Arte, Sport e territorio” – Excelencia de Puglia.
- 2019 - Premio Internacional "Fontane di Roma" (37ª edición)[64]
- 2019 - Premio Elmo "Historias de ordinaria cultura"[65]
- 2019 - Premio Internacional - Medalla de Oro "Maison des Artistes" (Universidad Sapienza de Roma);[66]
- 2019 - Premio Internacional Constantinus Magnus (Orden Constantiniana Nemagnica de San Esteban);[67]
- 2019 - Premio “Vigna d'Argento” (Palazzo Montecitorio, Cámara de los Diputados, Roma);[68]
- 2019 - Premio Internacional "Duquesa Lucrezia Borgia"[69]
- 2019 - Premio Internacional Ciudad de Nápoles por Arte, Cultura y Moda, 9.ª edición Oscar Académico[70]
- 2019 - “Cicero Award” (Fundación “Marco Tullio Cicerone”)[71]
- 2019 - Premio Vincenzo Crocitti (“VINCE International”, Roma) [72]
- 2019 - Premio Histonium de Oro[73]
- 2019 - Premio Mona Lisa 2019[74]
- 2020 - Premio Ubaldo Lay[74]
- 2020 - Premio "Quimera de Plata" 2020[75]
- 2021 - Premio Nacional "Águila de Plata"[76]
- 2024 - Medalla de Oro en el sector artístico de la Norman Academy[77]
- 2024 - Medalla de Oro (Mejor Música Clásica) otorgada al Álbum CD "Campagnoli: 41 Caprices for Viola Op.22, arreglado para Viola & Piano por Carl Albert Tottman", Global Music Awards (La Jolla, California)[22]
- 2024 - Medalla de Oro (Mejor Dúo) otorgada al Álbum CD "Campagnoli: 41 Caprices for Viola Op.22, arreglado para Viola & Piano por Carl Albert Tottman", Global Music Awards (La Jolla, California)[22]

## Distinciones
- Medalla al Mérito del Jubileo de Plata de la Sagrada Orden Militar Constantiniana de San Jorge conferida el 16/04/2016;[78]
- Medalla de Plata al Mérito por el 300 años de la Bolla Militantis Ecclesiae promulgada por el Papa Clemente XI” de la Sagrada Orden Militar Constantiniana de San Jorge conferida el 27/05/2018;[78]
- Medalla de oro - Conmemoración del 150 aniversario de la Ópera Nacional de Ucrania (mayo de 2018)[79]
- Ciudadano de honor de Ayvalık – Turquía (febrero de 2018)[80]
- Medalla a la Cooperación en Ucrania. N° 988 - 2 de noviembre de 2020[81]
- Medalla de la Orden de San Jorge Ucrania. No.1725 – 2 de noviembre de 2020[82]
- Visitante Distinguido de la Ciudad de Santiago de Cuba[83]